# Breunes
Els breunes, breons o brions (en llatí Breuni, Breones o Briones; en grec Βρεῦνοι) foren una tribu alpina de Rètia, al nord del modern Tirol, a la regió de Mont Brenner. La seva capital fou Breunorum, probablement la moderna Bruneck.
Foren sotmesos per Roma en temps d'August, el 15 aC, després de la conquesta romana de Rècia i l'arc alpí dirigida per Drus el Vell i Tiberi (el futur emperador). El nom de breunes es recordat en el sisè lloc en la inscripció del Trofeu dels Alps (Tropaeum Alpium), monument romà erigit el 7 aC - 6 aC per celebrar la submissió de les poblacions alpines i situat a la ciutat francesa de La Túrbia:
| «                                     | (llatí) GENTES ALPINAE DEVICTAE […] · VENOSTES · VENNONETES · ISARCI · BREUNI [...]. | (català) Pobles alpins sotmesos: […] · Venostes · Vènnons · Isarcs · Breunes [...]. | » |
| — Trofeu dels Alps, Incripció frontal |                                                                                      |                                                                                     |   |

## El nom i l'origen dels breunes
El nom dels breunes es troba en llatí en les formes breuni (el més comú) i breons; però també ens trobem més rarament amb brenni, brenci, breuci i brions.
El primer autor antic que els menciona és l'historiador grec Estrabó (63/64 aC - 24 dC), que va afirmar que els breunes eren part dels pobles illirici, juntament amb el genauni, com va fer indirectament més tard Apià, que va considerar els il·liris a tots els pobles que vivien entre l'arc alpí i el Danubi.
| «                    | (grec) Οἱ δὲ Ὀυινδολικοὶ καὶ Νωρικοὶ τὴν ἐκτὸς παρώρειαν κατέχουσι τὸ πλέον· μετὰ Βρεύνων καὶ Γεναύνων, ἤδη τούτων Ἰλλυριῶν. Ἅπαντες δ' οὗτοι καὶ τῆς Ἰταλίας τὰ γειτονεύοντα μέρη κατέτρεχον ἀεὶ καὶ τῆς Ἐλουηττίων καὶ Σηκοανῶν καὶ Βοίων καὶ Γερμανῶν. | (català) Els vindelici i els nòrics ocupen la major part dels territoris fora de la regió muntanyenca, juntament amb els breunes i els genauns; pertanyen, tanmateix, als il·liris. Tots aquests generalment efectuaven normalment incursions a les parts limítrofes d'Itàlia, així com els helvecis, el secanis, els bois i els germànics. | » |
| — Estrabó, Geografia | | |   |

Però els vindelici, els quals la majoria dels escriptors llatins els associen amb els breunes (Horaci, Flor, i també Claudi Ptolemeu), són celtes; Pseudo-Acron, un comentarista d'Horaci, els declara clarament gals: «Genauni i Breuni, gentes Gallorum».
El poeta llatí Horaci (65 aC - 8 dC) els va citar al quart llibre de les seves Odes:
| «                                           | quid Marte posses. milite nam tuo Drusus Genaunos, inplacidum genus, Breunosque velocis et arcis Alpibus inpositas tremendis deiecit acer plus vice simplici; maior Neronum mox grave proelium conmisit immanisque Raetos auspiciis pepulit secundis, | » |
| — Horaci, Odes, Liber IV/Carmen XIV, IV, 14 | |   |

## Localització
Els breunes es van establir, sens dubte, a la vall del Sill, afluent del marge dret de l'Inn, que baixa del pas del Brenner, al costat nord. Però és possible que també ocupessin la part alta de la vall del riu Isarco, al sud de Brenner; en aquest cas, van controlar el pas i les seves dues vies d'accés.
El nom de Brenner està relacionat amb els breunes, probablement derivat d'aquell poble.